# Kris Oprisko
Kris Oprisko (nascido em Chester, Pennsylvania) é um autor que trabalhou para a Wildstorm de 1995 a 1999, e foi um dos quatro fundadores da Idea and Design Works, LLC/IDW Publishing, onde ele continua a trabalhar. De 2000 a 2001 escreveu os quatro volumes da série em quadrinhos "Resident Evil Fire and Ice". Ele já escreveu vários livros como o primeiro Metal Gear Solid, Case Files, a série  CSI, entre outros. Alguns dos livros que ele escreveu traz ilustrações feitas por Gabriel Hernandez e Ashley Wood, entre outros. Ele também criou Cardcaptors and Wizard in Training CCGs for Upper Deck, como também o inovador jogo de tabuleiro/jogo de carta/jogo de miniaturas Gregory Horror Show para a companhia de mesmo nome. Atualmente ele vive no sul da Espanha com a sua família.

## Livros
Livros feito por Kris Oprisko.
- Resident Evil Fire and Ice #1
- Resident Evil Fire and Ice #2
- Resident Evl Fire and Ice #3
- Resident Evil Fire and Ice #4
- Metal Gear Solid Volume 1
- CSI: Miami Thou Shalt Not...
- CSI: Dominos
- Metal Gear Solid Volume 2
- CSI Miami: Blood/Money
- Clive Barker's the Thief of Always: Book 3
- Clive Barker's the Thief of Always: Book 2
- Clive Barker's the Thief of Always: Book 1
- Underworld Official Movie Adaptation
- Underworld: Red in Tooth & Claw 3-issue miniseries
- Robot Galaxy #1 & 2